# یوآ آیدا
یوآ آیدا (انگلیسی: Yua Aida؛ زاده ۱۲ اوت ۱۹۸۴) یک بازیگر پورنوگرافی اهل ژاپن است.